# Shen Dacheng (erudit confucià)
|  | No s'ha de confondre amb Shen Dacheng. |

Shen Dacheng (1700), anomenat Xuezi, també conegut com Wotian, va ser un erudit confucià de la dinastia Qing.

## Biografia
Es va traslladar al comtat de Songjiang. Nascut el 25 d'octubre, el trenta-nou any de Kangxi (1700), es va casar amb Li l'any cinquanta-set del regnat de Kangxi. En el cinquanta-vuitè any del regnat de Kangxi a Jihai (1719), va participar en l'examen del comtat. L'enviat acadèmic Xie Kunhou va llegir els seus papers es va sorprendre tant que li va concedir el primer premi. El cinquè any del regnat de Yongzheng (1727), la seva dona va morir. El febrer del sisè any del regnat de Yongzheng (1728), el seu pare Shen Zhitang va morir al càrrec, però va ser empresonat durant un any. Des d'aleshores, la fortuna de la família va decaure. El segon any del regnat de Qianlong (1737), va entrar al shogunat de Wangshu. Zhang Fengsun el va anomenar "el confucià més gran de la seva generació". En els seus darrers anys, va viatjar a Huaiyang. L'any 13 del regnat de Qianlong (1748), va estar a Anhui i es va unir a Pan Siju. L'any 20 del regnat de Qianlong, ell i Hui Dong van col·laborar en la publicació de "Ya Yu Tang". L'any 25 del regnat de Qianlong (1760), ell i Dai Zhen estaven a la mateixa escola de Yangzhou , He Yimen, editant a mà el "Shui Jing Zhu". També va editar el calendari de Mei". L'any vint-i-set del regnat de Qianlong (1762), Lu Jianzeng va deixar el càrrec i es va quedar a la residència de Jiang Chun, un comerciant de sal. Va morir l'any trenta-sis del regnat de Qianlong (1771). Li Ciming va comentar que "entre els que van ser anomenats poetes pels estudiosos confucians durant el regnat de Qianlong, Wotian era el millor, seguit de Lanquan...". És l'autor de "Xuefu Zhai Collection". "Guochao Ci Zong" de Wang Chang conté tres dels seus poemes.